# Julius Althaus

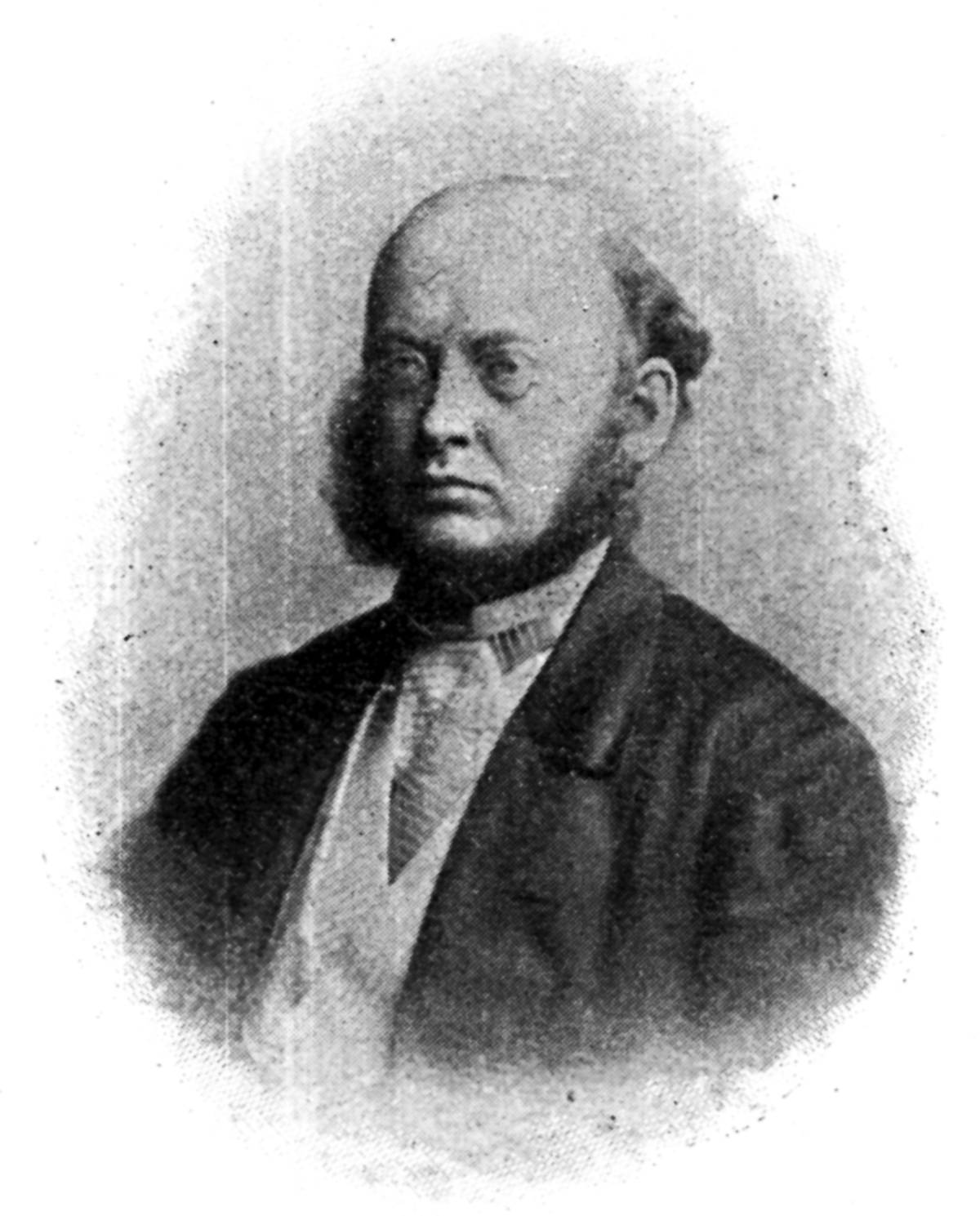
Julius Althaus

Julius Althaus (ur. 31 marca 1833 w Lippe-Detmold, zm. 11 czerwca 1900 w Londynie) – niemiecko-brytyjski lekarz, neurolog. Był założycielem Maida Vale Hospital.